# Constante de los gases ideales
La constante universal de los gases ideales, constante de los gases o constante molar de los gases es una constante física, más concretamente termodinámica, que establecida inicialmente en relación con variables del estado gaseoso: volumen, presión, temperatura y cantidad de sustancia, ha devenido en una constante de gran importancia en campos más amplios

## Introducción
En su forma más particular la constante se emplea en la relación de la cantidad de materia en un gas ideal, medida en cantidad de sustancia (n), con la presión (P), el volumen (V) y la temperatura (T), a través de la ecuación de estado de los gases ideales:

{\displaystyle PV=nRT}

El modelo del gas ideal asume que el volumen de la molécula es cero y las partículas no interactúan entre sí. La mayor parte de los gases reales se acercan a esta constante dentro de dos cifras significativas, en condiciones de presión y temperatura suficientemente alejadas del punto de licuefacción o sublimación. Las ecuaciones de estado de gases reales son, en muchos casos, correcciones de la anterior.

## Valor deR
El valor de R en distintas unidades es:

{\displaystyle R={\begin{cases}=0,08205746\mathrm {\left[{\frac {atm\cdot L}{mol\cdot K}}\right]} \\=62,36367\mathrm {\left[{\frac {mmHg\cdot L}{mol\cdot K}}\right]} \\=1,987207\mathrm {\left[{\frac {cal}{mol\cdot K}}\right]} \\=8,31446261815324\mathrm {\left[{\frac {J}{mol\cdot K}}\right]} \\\end{cases}}}

| {\displaystyle R}       | Unidad                | Observación |
| ----------------------- | --------------------- | --- |
| 8,31446261815324 x 10-3 | kJ / (K mol)          | |
| 8,31446261815324        | J / (K mol)           | Valor exacto según definiciones de constante de Avogadro y constante de Boltzmann de la 26 Conferencia General de Pesas y Medidas |
| 0,08205746              | L atm / (K mol)       | |
| 8,205746 x 10-5         | m3 atm / (K mol)      | |
| 8,3144661815324         | dm3 kPa / (K mol)     | |
| 8,3144661815324         | L kPa / (K mol)       | |
| 8,3144661815324         | m3 Pa / (K mol)       | |
| 62,36367                | L mmHg / (K mol)      | |
| 62,36365                | L Torr / (K mol)      | |
| 83,144661815324         | L mbar / (K mol)      | |
| 1,987204                | cal / (K mol)         | |
| 6,132440                | lbf ft / (K g-mol)    | |
| 10,73159                | ft3 psi / (°R lb-mol) | |
| 0,7302413               | ft3 atm / (°R lb-mol) | |
| 1,986                   | Btu / (°R lb-mol)     | |
| 2,2024                  | ft3 mmHg / (K mol)    | |
| 8,31446261815324 x 107  | erg / (K mol)         | |
| 1716                    | ft lb / (°R slug)     | Solo aire, sin vapor de agua |
| 286,9                   | N m / (kg K)          | Solo aire, sin vapor de agua |
| 286,9                   | J / (kg K)            | Solo aire, sin vapor de agua |
| 0,08205746              | dm3 atm / (K mol)     | |
| 8,3144661815324 x 10-5  | m3 bar / (K mol)      | |

## Relevancia
Si bien la constante se introdujo originalmente en el contexto de los gases, y de ahí su nombre, la constante R aparece en muchos otros contextos que no tienen relación con los gases. Esto se debe a que, la constante R está relacionada con la constante de Boltzmann, que es un factor que relaciona en muchos sistemas unidades de energía con unidades de temperatura. De esta manera, cuando la relación se establece con la cantidad de materia entendida como número de partículas, se transforma la constante R en la constante de Boltzmann, que es igual al cociente entre R y la constante de Avogadro:

{\displaystyle k_{B}={\frac {R}{N_{A}}}}

Como desde 2019 las constantes de Boltzmann y de Avogadro fueron definidas con valor exacto, ello hace que R también tenga un valor exacto.
Además de en la ecuación de estado de los gases ideales, la constante universal R (o en forma de constante de Boltzmann) aparece en muchas expresiones físico-químicas importantes, como la ecuación de Nernst, la de Clausius-Mossotti (conocida también como de Lorentz-Lorentz), la de Arrhenius, la de Van't Hoff, la ley de Dulong-Petit, así como en termodinámica estadística.